# 北田町 (浜松市)
北田町（きたたまち）は静岡県浜松市中央区の町名。丁番を持たない単独町名である。住居表示未実施。

## 地理
浜松市中央区の中心部に位置する。東・南で常盤町、西で尾張町及び元目町、北で元浜町と接する。

### 河川
- 新川

### 学区
- 浜松市立中部小学校（浜松中部学園）
- 浜松市立中部中学校（浜松中部学園）

## 歴史

### 沿革
- 1925年（大正14年）5月1日 -  地籍整理により、大字田、大字元城、大字下垂及び大字早馬の各一部をあわせて北田町を新設[書籍 1]。
- 2007年（平成19年）4月1日 - 浜松市が政令指定都市となる。北田町は中区の一部となる。
- 2024年（令和6年）1月1日 - 浜松市の行政区再編により、北田町は中央区の一部となる。

## 施設
- 学校法人爽青会 ルネサンス デザイン・美容専門学校
- 学校法人爽青会 専門学校ルネサンス・ペット・アカデミー

## その他

### 警察
警察の管轄区域は以下の通りである。
| 番・番地等 | 警察署         | 交番・駐在所 |
| ---------- | -------------- | ------------ |
| 全域       | 浜松中央警察署 | 新川交番     |

### 消防
消防署の管轄区域は以下の通りである。
| 番・番地等 | 消防     | 本署/出張所 |
| ---------- | -------- | ----------- |
| 全域       | 中消防署 | 本署        |

### 書籍
1. ↑  『浜松市史 三』浜松市役所、1980年3月26日、355,356頁。

### WEB
1. ↑  “h02_22.csv”.   総務省 (2022年2月10日). 2024年10月2日閲覧。
2. ↑  “chuouku_menseki.xlsx”.   浜松市 (2024年3月12日). 2024年10月2日閲覧。
3. ↑  “静岡県 浜松市中央区 北田町の郵便番号 - 日本郵便”.   日本郵便. 2025年2月15日閲覧。
4. ↑  “市外局番の一覧”.   総務省 (2022年3月1日). 2024年10月2日閲覧。
5. ↑  “事業所案内及び管轄地域（事務所3件、分室3件）”.   一般社団法人静岡県自動車会議所. 2024年10月2日閲覧。
6. ↑  “住居表示実施状況”.   浜松市 (2024年1月4日). 2024年6月12日閲覧。
7. ↑  “新川交番｜静岡県警察”.   静岡県警察 (2024年1月1日). 2024年6月17日閲覧。
8. ↑  “消防署の町別管轄「き」／浜松市”.   浜松市 (2023年4月3日). 2024年6月17日閲覧。